# Безгубченко Сергій Борисович
Сергі́й Бори́сович Безгу́бченко (нар. 7 січня 1989 — пом. 4 вересня 2014) — солдат Збройних сил України, учасник російсько-української війни.

## Життєпис
Народився 1989 року в селі Сухополова (Прилуцький район, Чернігівська область). 2006 року закінчив Сухополов'янську ЗОШ. 2007 року призваний на строкову службу до лав Збройних сил України. Після демобілізації працював у різних сферах господарської діяльності.
Призваний на військову службу за частковою мобілізацією 19 березня 2014 року, солдат 1-ї окремої гвардійської танкової бригади.
Загинув у ніч на 4 вересня близько 2-ї години — від осколкового ураження під час обстрілу з РСЗВ «Смерч» поблизу села Дмитрівка Новоайдарського району Луганської області; снаряд влучив у танк. За словами очевидців, обстріл вівся з території РФ.
Тоді ж загинули старший сержант Олександр Шик, старший солдат Юрій Хуторний та солдат Володимир Ющенко, старший лейтенант 12-го батальйону «Київ» Олексій Ощепков.
Похований з військовими почестями в селі Сухополова 9 вересня 2014 року.

## Нагороди та вшанування
За особисту мужність і героїзм, виявлені у захисті державного суверенітету та територіальної цілісності України, вірність військовій присязі під час російсько-української війни, відзначений — нагороджений
- 15 травня 2015 року — орденом «За мужність» III ступеня (посмертно)[1]
- нагрудним знаком «За оборону Луганського аеропорту» (посмертно)
- Його портрет розміщений на меморіалі «Стіна пам'яті полеглих за Україну» у Києві: секція 4, ряд 9, місце 2
- Вшановується в меморіальному комплексі «Зала пам'яті», в щоденному ранковому церемоніалі 4 вересня[2]
- На фасаді Сухополов'янської ЗОШ встановлено меморіальну дошку його честі